# Овсянчино
Овсянчино — деревня в Невельском районе Псковской области России. Входит в состав Усть-Долысской волости. На 2011 год население деревни составило 7 человек.

## География
Деревня находится в южной части региона, в зоне хвойно-широколиственных лесов, к западу от озера Деришинского, на расстоянии примерно 26 километров (по прямой) к северо-западу от города Невеля.
Уличная сеть не развита.

### Рельеф
Абсолютная высота — 177 метров над уровнем моря
.

### Географическое положение
До города Невель, административного центра района, 27 км, до деревни Усть-Долыссы, административного центра волости, 5 км. Ближайший водоём — озеро Кубецкое.

### Климат
Климат характеризуется как умеренно континентальный, с продолжительной снежной зимой и относительно коротким тёплым летом. Среднегодовая температура воздуха — 4,4 °С. Средняя многолетняя температура самого холодного месяца (января) составляет −8 °С, средняя температура самого тёплого (июля) — +17,4°С. Среднегодовое количество осадков — 554 мм. Снежный покров держится в течение 100—105 дней.

## История
Согласно Закону Псковской области от 28 февраля 2005 года деревня вошла в образованное муниципальное образование Усть-Долысская волость

## Население
| 2001 | 2002 | 2010 |
| ---- | ---- | ---- |
| 3    | ↘0   | ↗13  |

## Инфраструктура
Обслуживается отделением почтовой связи 182513.
Личное подсобное хозяйство (42 дома на август 2021 года).

## Транспорт
Просёлочная дорога.